# 邵延齡
邵延龄，字大年，號靜山，浙江平湖縣人，清朝政治人物，進士出身。

## 生平
順治十八年（1661年）登辛丑科進士，授內閣中書，后升任刑部郎中，著有《耐轩集》。